# Andrew Allen
Andrew Michael Allen (Filadélfia, 4 de agosto de 1955) é um astronauta norte-americano, ex-piloto do Corpo de Fuzileiros Navais dos Estados Unidos e tenente-coronel, veterano de três missões espaciais.
Piloto de testes antes de se juntar à NASA, ele formou-se em engenharia mecânica pela Universidade Villanova e passou a integrar o Corpo de Fuzileiros Navais  como piloto em 1977. Entre 1980 e 1983, voou em caças McDonnell Douglas F-4 Phantom II pela Marinha, baseado na Carolina do Sul. Em 1983, foi selecionado para pilotar os caças McDonnell Douglas F/A-18 Hornet então introduzidos na força naval. Depois de três anos baseado na Califórnia, durante os quais fez parte da Escola de Armas de Caças da Marinha, os Top Gun, ele concluiu curso de piloto de testes na prestigiosa Escola de Pilotos de Teste Navais dos Estados Unidos, em Maryland, antes de ser aceito pela NASA em 1987 para o curso de astronautas.
Durante seu serviço militar como piloto, Allen acumulou mais de 6 mil horas de voo em 30 diferentes tipos de aeronaves.

## NASA
Foi ao espaço pela primeira vez em julho de 1992, como piloto da STS-46 Atlantis, missão do ônibus espacial que colocou em órbita o satélite EURECA da Agência Espacial Europeia e marcou o 150º voo humano em órbita. Novamente como piloto ele fez sua segunda viagem espacial em março de 1994 na missão STS-62 Columbia. 
Sua terceira e última missão ao espaço foi como comandante da STS-75 Columbia, em fevereiro de 1996, completando então um total de mais de 37 dias no espaço em sua carreira como astronauta.